# Castillo de Paterno (Albaladejo)
El castillo de Paterno se encuentra en la localidad de Albaladejo, en la provincia de Ciudad Real,(España).

## Historia
Castillo de origen romano, conquistado por los árabes y reconstruido en el siglo XIII. Perteneció a la Orden de Santiago, que se esforzó por mantener el castillo.

## Características

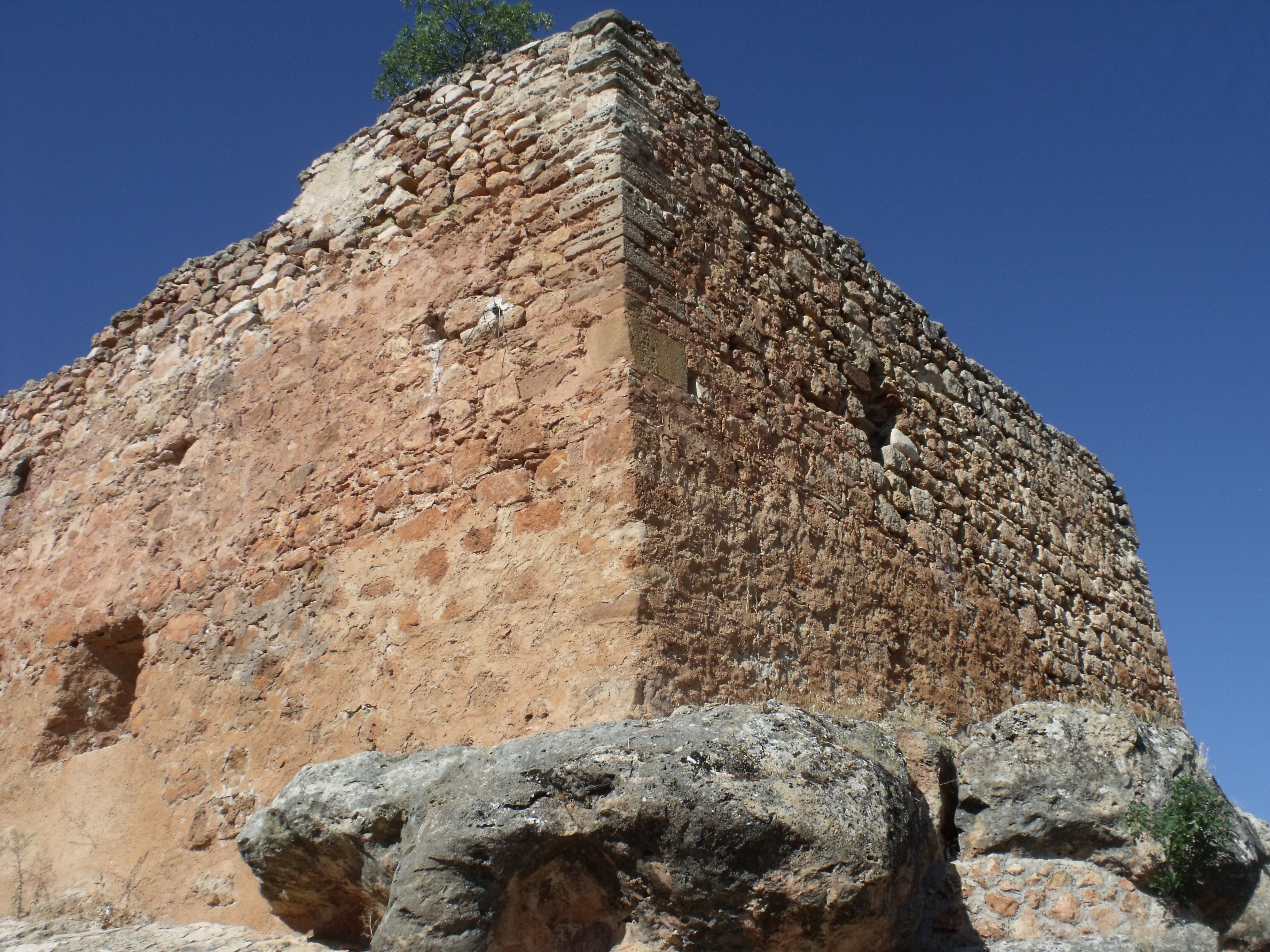
El Castillo, 2018

Fortaleza de pequeñas dimensiones y forma rectangular.
La zona central de la fortaleza no se ha conservado y sólo quedan dos torres del castillo.

## Estado actual
Se encuentra en estado de ruina. Bajo la protección de la Declaración genérica del Decreto de 22 de abril de 1949, y la Ley 16/1985 sobre el Patrimonio Histórico Español.
Se puede visitar todo el año y es de acceso libre.

## Localidad y entorno
Villa romana de Puente de Olmilla:
En el Puente de Olmilla, en los alrededores de la villa, se han encontrado restos de una villa tardo-romana con interesantes mosaicos.
Iglesia de Santiago:
Templo del siglo XVI situado junto al castillo.